# Ivan Buva
Ivan Buva (Zagabria, 6 maggio 1991) è un cestista croato.

## Carriera
Con la Croazia ha disputato i Campionati europei del 2017.

## Palmarès

### Squadra
- Campionato lituano: 1

Rytas: 2021-22
- Coppa di Bosnia ed Erzegovina: 1

Široki: 2014

### Individuale
- Basketball Champions League Second Best Team: 1

Rytas Vilnius: 2021-22